# Loser Takes All
Loser Takes All (De verliezer wint) is een roman uit 1955 van de Engelse schrijver Graham Greene. Het is een ontspanningsroman die zich afspeelt in Monaco.
Een kleine boekhouder in een groot bedrijf heeft tijdens zijn huwelijksreis in Monaco - daarheen gedirigeerd door zijn machtige baas - een 'onfeilbaar' roulettesysteem uitgedacht. Hij weet hiermee zoveel geld te winnen, dat hij het in korte tijd van armoede tot grote rijkdom brengt. Voor zijn jonge vrouw betekent dit echter dat zij zich haar man ziet ontglippen: voor haar is 'geluk in de liefde' oneindig veel meer waard dan 'geluk in het spel'.